# Лаптєва (Верхотурський міський округ)
Ла́птєва (рос. Лаптева) — присілок у складі Верхотурського міського округу Свердловської області.
Населення — 103 особи (2010, 111 у 2002).
Національний склад населення станом на 2002 рік: росіяни — 97 %.